# Set Your Goals
Set Your Goals es un conjunto de rock de Estados Unidos de la bahía de San Francisco, formado en 2004.
El nombre de la banda proviene de un álbum del mismo nombre del grupo de rock CIV.
La banda está formada por los cantantes Matt Wilson y Jordan Brown, los guitarristas Audelio Flores y Daniel Coddaire, el bajista Joe Saucedo y el baterista Michael Ambrosio.

## Historia

### Formación y primer álbum (2004-2007)
Set Your Goals se formó en 2004, año en que grabaron su primer EP del mismo nombre en mayo de ese año. 
La banda comenzó sus primeros viajes con los grupos The Warriors y Make Move. Después de estar sólo de gira durante casi 2 años, 
firmaron con la disquera Eulogy Records y relanzaron el EP, bajo el nombre Reset, en abril de 2006, y Audelio Flores se unió la banda durante abril de ese mismo año. 
Su segundo lanzamiento con Eulogy Records fue su primer álbum de estudio titulado Mutiny!, que fue lanzado en julio de 2006.
En ese mismo año, la banda grabó su tercer demo titulado "Steal Your Goals", grabado con la banda de punk hardcore británica The Steal con la disquera Gravity DIP Records.

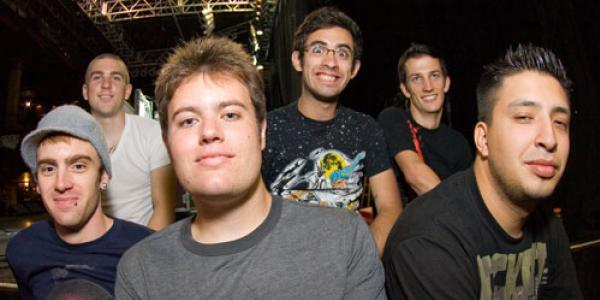
Set Your Goals en House Of Blues, 2007

Durante el invierno 2007, el guitarrista Dave Yoha dejó Set Your Goals cordialmente debido al agotamiento provocado por la gira, y Daniel Coddaire regresó a la banda para reemplazarlo hasta que fue anunciado como guitarrista oficial en 2008.
En la primavera de 2007 fueron la banda de apoyo en el tour del grupo de rock punk Anti-Flag, junto a Alexisonfire y Big D and the Kids Table. 
Set Your Goals lanzó una versión acústica de su canción "Echos" para un compilado de punk rock titulado Punk Goes Acoustic 2, grabado por Fearless Records en 2007,y también ese mismo año realizaron la versión de la canción "Put Yo Hood Up" de Lil Jon para la compilación Punk Goes Crunk, de Fearless Recors, lanzado en abril de 2008.
En la primavera de 2008, el grupo tocó en el festival musical Bamboozle con las bandas Saves The Day, Armor for Sleep, Valencia y Metro Station, y ese año relanzaron una canción titulada " The Fallen" a través de las redes sociales Trig y MySpace, y el sitio web Newgrounds.

### This Will Be The Death Of Us(2008-2010)
Set Your Goals firmó con la disquera Eulogy Records un contrato en agosto de 2008 por 125,000 dólares estimados.
También se ha relatado que la banda consiguió que su representante firmara otro contrato por 150,000 dólares aproximadamente. 
En marzo de 2009 se confirmó que la banda había firmado un contrato con la disquera Epitaph Records.
Luego, la banda fue invitada por el grupo de rock alternativo New Found Glory para el Not Without A Fight Tour a principios de 2009 y para el UK Easy Core Tour a fines de ese mismo año.
El 1 de mayo de 2009, la banda grabó bajo el nombre de Set Your Grohls, realizando covers de Nirvana y canciones de Foo Fighters en honor a Dave Grohl. 

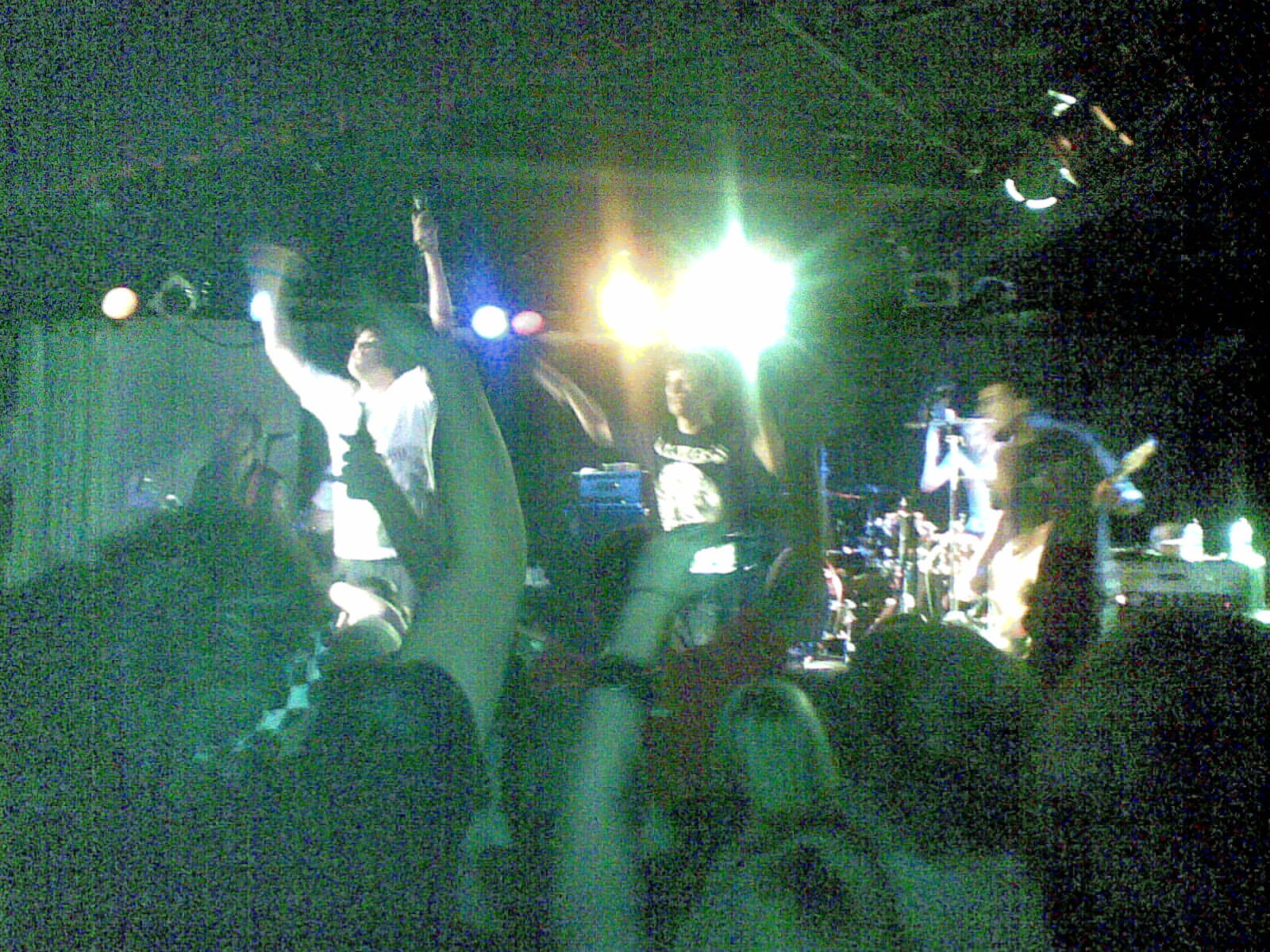
Set Your Goals en Melbourne, 2009.

Su segundo álbum, This Will Be the Death of Us, fue lanzado por Epitaph Records el 21 de julio de 2009 y fue producido por Mike Green, productor que colaboró con bandas tales como Paramore y The Matches.
Para promocionar su segundo álbum, Set Your Goals viajó a Australia con el grupo punk All Time Low y Stealing O'Neal, y viajaron a los Estados Unidos entre julio y agosto con los grupos Four Year Strong, Polar Bear Club, The Swellers y Fireworks, con las cuales tocaron canciones de This Will Be the Death of Us en vivo.
El 28 de julio de 2010, Set Your Goals anunció que This Will Be the Death of Us había entrado al puesto 65 de la revista Billboard
entre los primeros 200. Esto fue debido al éxito de la canción "The Few That Remain", con la colaboración de la cantante de Paramore, Hayley Williams. 
La banda anunció que se unirá al Warped Tour 2010 con los grupos Parkway Drive, Four Year Strong y Emmure, entre otros, y viajarán con You Me at Six y Blackout durante su gira de noviembre de 2010, tocando con sus propias fechas en Liverpool, Leeds y Northampton.
En 2010 el grupo realiza una convocatoria por Internet para buscar un nuevo guitarrista para su presentación en el Teatro Vorterix de la localidad de Flores, en Buenos Aires. El ganador resultó ser el uruguayo Juan Cruz Tromba que tocó tres canciones en el escenario antes de que colapsara el sistema eléctrico del lugar y se suspenda el show.

### Burning at Both Ends(2010-presente)
El 11 de octubre de 2010, la banda anunció a través de su cuenta de Twitter que había empezado a grabar la continuación de This Will Be the Death of Us con el productor Brian McTernan. 
El lanzamiento se espera para el nuevo álbum, titulado Burning at Both Ends está previsto para la primavera de 2011 y fue anunciado a través de la cuenta en Formspring de la banda el 7 de enero de 2011.
En mayo de 2011, la banda lanzó el primer sencillo de su nuevo álbum, titulado Exit Summer.

## Miembros
Miembros actuales
- Jordan Brown - vocales, guitarra (2004–presente).
- Matt Wilson - vocales (2004–presente).
- Michael Ambrose - batería (2004–presente).
- Joe "Boneless Chicken" Saucedo - bajo, voz secundaria (2005–presente).
- Daniel Coddaire - guitarra, voz secundaria (2004–2006, 2007, 2008–presente).
- Audelio Flores (2006 - 2012) - guitarra

Antiguos miembros
- Israel Branson (2004) - bajo y guitarra
- Mike Quirk (2004–2005) - bajo
- Jason Bryceman (2005) - bajo
- Manuel Peralez (2004–2006) - guitarra
- Dave Yoha (2005–2007) - guitarra
- Richard Abrahamsen (2005) - guitarra
- Ambrose Nzams (2006) - guitarra
- Audelio Flores (2006 - 2012) - guitarra

## Discografía

### Álbumes de estudio
| Año  | Álbum                                                                                    | Posición | Posición | Posición |
| Año  | Álbum                                                                                    | US       | US Indie | US Heat. |
| ---- | ---------------------------------------------------------------------------------------- | -------- | -------- | -------- |
| 2006 | Mutiny! - Lanzamiento: 11 de julio de 2006 - Sello: Eulogy Records                       | -        | 46       | 47       |
| 2009 | This Will Be the Death of Us - Lanzamiento: 21 de julio de 2009 - Sello: Epitaph Records | 65       | 10       |          |
| 2011 | Burning at Both Ends - Lanzamiento: 27 de junio de 2011 - Sello: Epitaph Records         | 165      | 27       |          |

### Álbumes recopilatorios
| Año  | Álbum                              |
| ---- | ---------------------------------- |
| 2010 | New Noise - Sello: Epitaph Records |

### EP
| Año  | Álbum                                                                 |
| ---- | --------------------------------------------------------------------- |
| 2004 | Set Your Goals (Demo) - Sello: Straight on Records                    |
| 2006 | Reset - Lanzamiento: 11 de abril de 2006 - Sello: Eulogy Records      |
| 2006 | Steal Your Goals - Grabado con The Steal - Sello: Gravity DIP Records |

### Videoclips
| Año  | Título                           | Álbum                        |
| ---- | -------------------------------- | ---------------------------- |
| 2005 | "Goonies Never Say Die!"         | Reset                        |
| 2006 | "Mutiny!"                        | Mutiny!                      |
| 2007 | "Echoes"                         | Mutiny!                      |
| 2009 | "This Will Be the Death of Us"   | This Will Be the Death of Us |
| 2010 | "Summer Jam"                     | This Will Be the Death of Us |
| 2010 | "Gaia Bleeds (Make Way For Man)" | This Will Be the Death of Us |
| 2011 | "Certain"                        | Burning At Both Ends         |